# Alzák
Alzák je zelený mimozemšťan vzhledu PET lahve, maskot obchodu alza.cz.
Jeho hlas, vycházející z postavy Cartmana ze seriálu South Park, se poprvé objevil v roce 2005 v reklamě na rádiu Bonton, v roce 2006 pak začala vznikat i vlastní postava a televizní premiéru měl Alzák v roce 2007, tedy dva roky po rádiové reklamě, a díky svému zapamatovatelnému vzhledu a vystupování v propagaci si získal silné povědomí. Mezi jeho hlášky se zařadily „Máš to rozbitý!“ nebo popěvek „Sto tabletů týdně.“ Účinkuje v Česku, na Slovensku, v rakousku a Maďarsku. V češtině a slovenštině mu hlas propůjčuje dabér a herec Bohdan Tůma, v Maďarštine ho dabuje Gábor Csöre, a v nemčine ho dabuje Jörg Stuttmann, který taktéž prupůjčuje hlas Ericovi Cartmanovi v nemeckém dabingu.

## Kritika
Odpůrci tohoto maskota poukázali zejména na příliš agresivní hlas a chování (např. rozbíjení televize kladivem v jedné z televizních reklam) či na přílišnou infantilnost – jak vzhledovou, tak jeho slogany. Jonáš Strouhal, který parodoval Alzáka a po Praze chodil v kostýmu vyčerpaného Alzáka, uvedl: „Když člověk přijede do Česka, začne tady žít a vůbec nerozumí českému jazyku, je Alzák první věc, na kterou narazí, když si zapne televizi nebo počítač. První věc, která ho opravdu rozčiluje a štve.“ Alza vyhrála v roce 2013 první místo v anketě serveru Markething.cz o „nejotravnější reklamu“.

## Ohlas v kultuře
Písničkář Pokáč nazpíval píseň „Chudák Alzák“ vydanou na albu Antarktida (2021).